# Prawo jazdy (film)
Prawo jazdy (ang. License to Drive) – komediowo-sensacyjny film z 1988 w reżyserii Grega Beemana.

## Opis fabuły
Nastolatek Les wybiera się na randkę ze szkolną pięknością. Chcąc jej za wszelką cenę zaimponować, postanawia zabrać ją na przejażdżkę samochodem. Mimo braku uprawnień do prowadzenia auta bez wiedzy dziadka pożycza jego cadillaca. Mierne umiejętności młodego kierowcy odbijają się na wyglądzie wozu, a także wpływają na przebieg romantycznego spotkania.
Nastolatek bez prawa jazdy w tajemnicy przed rodzicami wypuszcza się na miasto samochodem swojego dziadka. W trakcie nocnego wypadu przeżywa szereg zwariowanych i niebezpiecznych perypetii.

## Obsada
- Corey Haim – Les Anderson
- Heather Graham – Mercedes
- Corey Feldman – Dean
- Carol Kane – pani Anderson
- Richards Masur – pan Anderson
- Harvey Miller – profesor
- Nina Siemaszko – Natalie Anderson
- Michael Nickles – Paolo
- Carlos Lacamara – policjant
- Christopher Burton – Rudy
- Jack Tice – ksiądz
- Michael Ensign – nauczyciel, kierowca busu
- Jill Jaress – matka Deana
- Kimberly Hope – siostra Deana
- Grant Heslov – Karl